# Sardis City
Sardis City è un comune degli Stati Uniti d'America situato nella contea di Etowah dello Stato dell'Alabama.